# Kajdacsy Péter
Kajdacsi Kajdacsy Péter (Gömör vármegye, 1667. – Rodostó, 1757.) kuruc ezredes, emigráns.

## Élete
II. Rákóczi Ferenc és Bercsényi Miklós hű embere. Előbb Bercsényi Miklósnét (özvegy gr. Draskovich Miklósné) szolgálta Vas vármegyében és a grófnő révén nyerte el azután Bercsényi bizalmát is.
A szabadságharc kitörésekor Bercsényi egy gyalogezred élére állította. Ezredesként több fényes hadi tettet vitt véghez. Egy alkalommal ugyan a németek elfogták, de 1706-ban kiszabadult és újra hadrendbe állt. Mint Bercsényi udvarmestere a számkivetésbe is követte őt és 1712-től Brzezan galíciai kastélyban lakott. Később Rodostóba költözött, míg neje, az "óbesterné" Jaroszlávban maradt, ahol az összes magyar emigránsok között mint utolsó 1757-ben halt meg.